# Nahua
Die Nahua sind mit etwa 2 Millionen Menschen die größte indigene Volksgruppe in Mexiko, deren Gemeinsamkeit neben anderen kulturellen Aspekten die Sprache, das Nahuatl, ist. Sie sollten nicht mit einem anderen Volk gleichen Namens aus dem peruanischen Regenwald verwechselt werden, das erst kürzlich mit der Zivilisation in Kontakt getreten ist. 
Die Bezeichnung leitet sich vom Namen der Sprache Nahuatl ab, der selbst wiederum „guter Klang, richtige Aussprache“ bedeutet. Die Azteken nannten die Sprecher ihrer Sprache Nahuatlaca (Einzahl Nahuatlacatl, aus nahuatl + tlacatl „Mensch“), „Menschen, die gut, verständlich sprechen“. Heutzutage bezeichnen sich die Nahua meist als Macehualtin (Einzahl Macehualli), „Bauern, einfache Leute“, ihre Sprache Nahuatl dagegen als mexicano („mexikanisch“) bzw. mēxicatlahtōlli („Sprache der Mexica = Azteken“).

## Nahua-Ethnien
Es handelt sich bei den Nahua um mehrere Ethnien in Mesoamerika, die verschiedene, meist untereinander verständliche Nahua-Dialekte sprechen oder früher sprachen: Sprecher verschiedener Dialekte des Zentral-Nahuatl im heutigen Gebiet von Mexiko-Stadt und in mehreren Bundesstaaten Mexikos (Bundesstaat México, Durango, Guerrero, Michoacán, Morelos, Oaxaca, Puebla, San Luis Potosí und Tlaxcala); Sprecher regionaler t-Varianten des Nahuatl am Isthmus von Tehuantepec (in Tabasco und Veracruz); sowie die südlich lebenden nawatsprachigen Pipil (heute nur noch in Resten im Westen El Salvadors, früher auch in angrenzenden Gebieten von Guatemala und Honduras); sowie ehemals die Nicarao (von Rivas in Nicaragua bis in den Norden Costa Ricas).
Zu den bekanntesten historischen Nahua-Ethnien gehörten die Azteken sowie die mit ihnen verfeindeten Tlaxcalteken.
Historische, im Wesentlichen auf den spanischen Missionar Bernardino de Sahagún (Historia general de las cosas de Nueva España) zurückgehende Aufzählungen der Nahua-Stämme beschränken sich in der Regel auf die Ethnien im Hochtal von Mexiko sowie dessen südliche und östliche Nachbargebiete, mithin Sprecher des so genannten „klassischen Nahuatl“, aus dem die Mundarten des Zentral-Nahuatl mit heute noch etwa 50.000 Sprechern hervorgegangen sind. Eine solche historische Aufzählung finden wir z. B. noch in der 14. Auflage von Brockhaus (1895), wobei die Azteken (Mexica), welche Tenochtitlán und Tlatelolco bewohnten, nicht noch einmal extra genannt werden:
1. die Tepaneca, die Bewohner von Tlacopán (Tacuba), Azcapotzalco und Coyoacán, die das ebene Land im Westen des [einstigen] Großen Sees von Mexiko einnehmen;
2. die Acolhua mit der Hauptstadt Tetzcoco (Texcoco) an der Ostseite des Sees von Mexiko;
3. die Chalcas (ein Verbund von Stämmen oder Städten – den Chalcas in Chalco und den Nonohualca in Tlalmanalco) und die Xochimilca (in Xochimilco), die Bewohner des südlichen Teils des Hochtals von Mexiko;
4. die Huexotzinca, Tlaxcalteca und Chololteca, die Bewohner von Huexotzinco (Huejotzingo), Tlaxcallan (Tlaxcala) und Cholollan (Cholula), der Hochflächen im Osten der beiden großen Schneeberge, die das Hochtal von Mexiko im Osten begrenzen;
5. die Tlalhuica, mit der Hauptstadt Quauhnahuac (Cuernavaca), die die heißen Täler im Süden der das Hochtal von Mexiko begrenzenden Bergkette bewohnen.